# Septmoncel
Septmoncel és un municipi francès situat al departament del Jura i a la regió de Borgonya - Franc Comtat. L'any 2007 tenia 661 habitants.

## Demografia

### Població
El 2007 la població de fet de Septmoncel era de 661 persones. Hi havia 289 famílies de les quals 111 eren unipersonals (65 homes vivint sols i 46 dones vivint soles), 85 parelles sense fills, 81 parelles amb fills i 12 famílies monoparentals amb fills.
La població ha evolucionat segons el següent gràfic:
Habitants censats

### Habitatges
El 2007 hi havia 535 habitatges, 304 eren l'habitatge principal de la família, 181 eren segones residències i 50 estaven desocupats. 351 eren cases i 184 eren apartaments. Dels 304 habitatges principals, 173 estaven ocupats pels seus propietaris, 117 estaven llogats i ocupats pels llogaters i 13 estaven cedits a títol gratuït; 9 tenien una cambra, 30 en tenien dues, 62 en tenien tres, 79 en tenien quatre i 125 en tenien cinc o més. 204 habitatges disposaven pel capbaix d'una plaça de pàrquing. A 153 habitatges hi havia un automòbil i a 118 n'hi havia dos o més.

### Piràmide de població
La piràmide de població per edats i sexe el 2009 era:
| Homes | Edats   | Dones |
| ----- | ------- | ----- |
| 4     | 95 o +  | 12    |
| 0     | 90 a 94 | 4     |
| 0     | 85 a 89 | 0     |
| 0     | 80 a 84 | 0     |
| 8     | 75 a 79 | 12    |
| 32    | 70 a 74 | 36    |
| 16    | 65 a 69 | 16    |
| 0     | 60 a 64 | 20    |
| 8     | 55 a 59 | 8     |
| 12    | 50 a 54 | 12    |
| 16    | 45 a 49 | 20    |
| 36    | 40 a 44 | 40    |
| 20    | 35 a 39 | 24    |
| 32    | 30 a 34 | 52    |
| 28    | 25 a 29 | 16    |
| 4     | 20 a 24 | 4     |
| 20    | 15 a 19 | 12    |
| 20    | 10 a 14 | 36    |
| 24    | 5 a 9   | 32    |
| 8     | 0 a 4   | 20    |

## Economia
El 2007 la població en edat de treballar era de 417 persones, 351 eren actives i 66 eren inactives. De les 351 persones actives 329 estaven ocupades (173 homes i 156 dones) i 22 estaven aturades (12 homes i 10 dones). De les 66 persones inactives 27 estaven jubilades, 25 estaven estudiant i 14 estaven classificades com a «altres inactius».

### Ingressos
El 2009 a Septmoncel hi havia 306 unitats fiscals que integraven 674 persones, la mediana anual d'ingressos fiscals per persona era de 19.439,5 €.

### Activitats econòmiques
Dels 49 establiments que hi havia el 2007, 2 eren d'empreses alimentàries, 8 d'empreses de fabricació d'altres productes industrials, 7 d'empreses de construcció, 5 d'empreses de comerç i reparació d'automòbils, 1 d'una empresa de transport, 3 d'empreses d'hostatgeria i restauració, 2 d'empreses d'informació i comunicació, 1 d'una empresa financera, 2 d'empreses immobiliàries, 5 d'empreses de serveis, 11 d'entitats de l'administració pública i 2 d'empreses classificades com a «altres activitats de serveis».
Dels 9 establiments de servei als particulars que hi havia el 2009, 1 era una gendarmeria, 1 oficina de correu, 3 paletes, 1 fusteria, 1 lampisteria, 1 electricista i 1 restaurant.
Dels 2 establiments comercials que hi havia el 2009, 1 era una gran superfície de material de bricolatge i 1 una botiga de menys de 120 m².
L'any 2000 a Septmoncel hi havia 11 explotacions agrícoles que ocupaven un total de 416 hectàrees.

## Equipaments sanitaris i escolars
El 2009 hi havia una escola elemental.

## Poblacions més properes
El següent diagrama mostra les poblacions més properes.